# Charles Aznavour

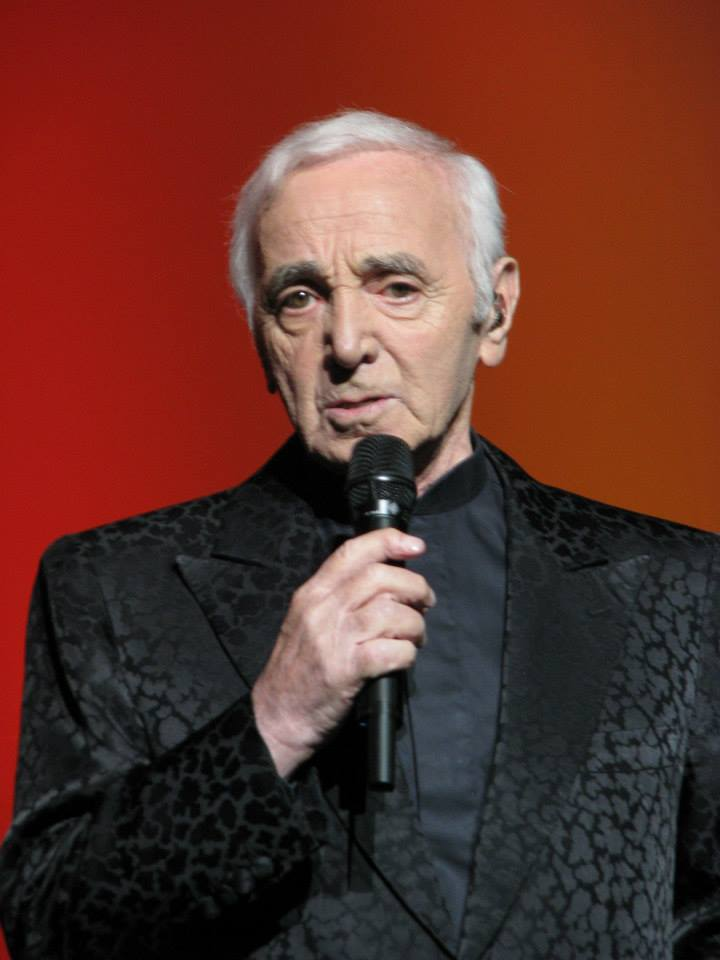
Charles Aznavour (Juni 2014)

Charles Aznavour (anhörenⓘ; geboren als Shahnourh Vaghinag Aznavourian, armenisch Շահնուր Վաղինակ Ազնաւուրեան Šahnowr Vałinak Aznavowryan, * 22. Mai 1924 in Paris; † 1. Oktober 2018 in Mouriès) war ein armenisch-französischer Chansonnier, Liedtexter, Komponist und Filmschauspieler. Daneben war er armenischer Botschafter in der Schweiz und ständiger Vertreter Armeniens bei den Vereinten Nationen in Genf. Der Sänger hat fast 200 Millionen Platten weltweit verkauft.

## Leben
Charles Aznavourian kam 1924 im Pariser Studentenviertel Quartier Latin in armen Verhältnissen zur Welt. Sein Vater war aus Achalziche in Georgien eingewandert, seine Mutter war 1915 vor dem türkischen Völkermord an den Armeniern aus Smyrna geflohen.
Charles’ Schwester Aïda (später A. Aznavour-Garvarentz) war 1923 in Saloniki geboren worden. Die Familie wurde 1947 nach 19-jähriger Wartezeit in Frankreich eingebürgert. Charles Aznavourian änderte seinen Familiennamen offiziell im Jahre 1982 in Aznavour.

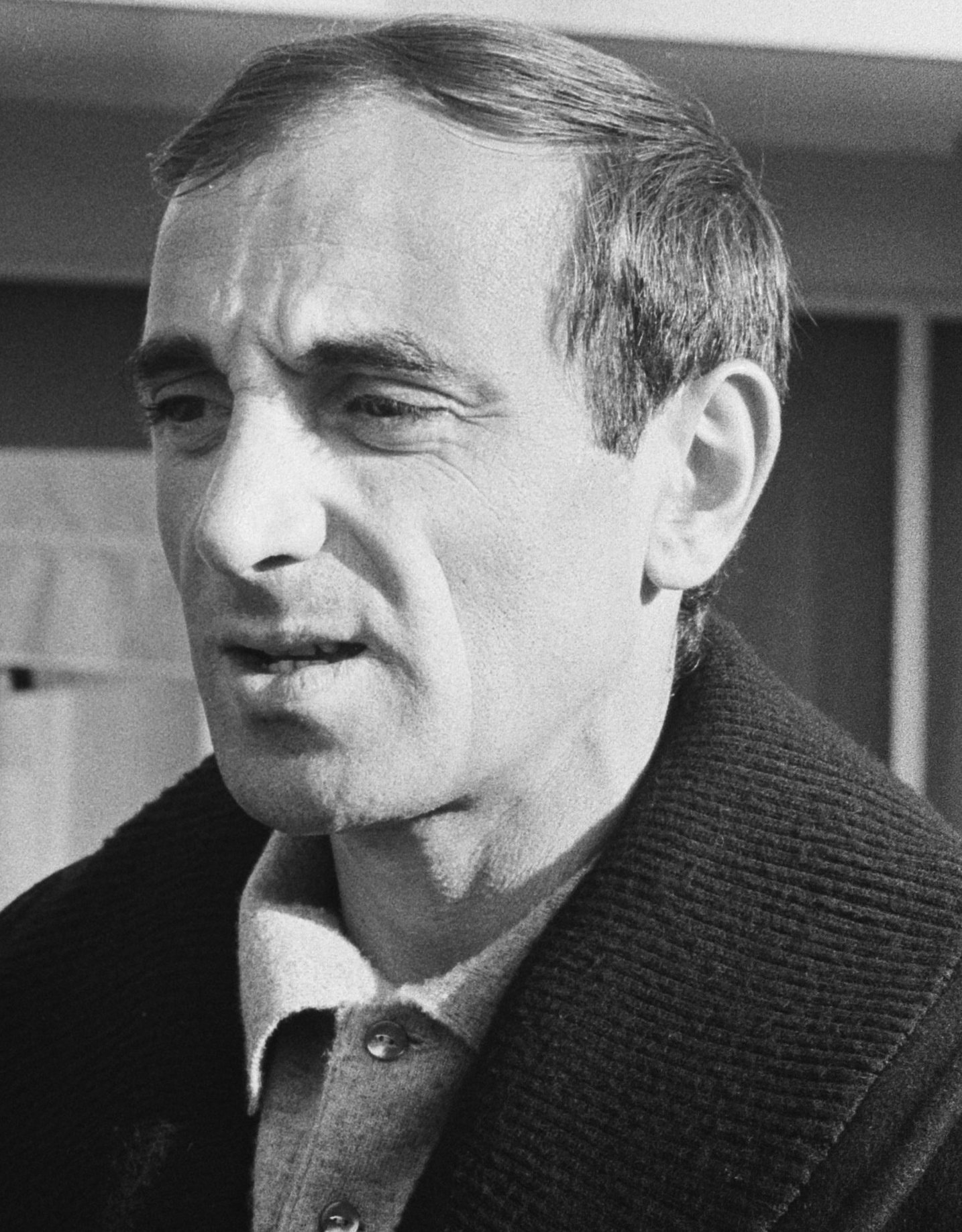
Charles Aznavour, 1963

Charles Aznavour gehört zu den herausragenden Persönlichkeiten des französischen Chansons. Der Durchbruch gelang ihm 1946, als Édith Piaf auf ihn aufmerksam wurde und ihn auf eine Tournee durch Frankreich und die Vereinigten Staaten mitnahm. Aznavour hat über tausend Chansons geschrieben und sie in fünf Sprachen interpretiert (darunter auch Deutsch, in der Übertragung von Ernst Bader, Walter Brandin, Michael Kunze und Jacky Dreksler). Die deutsch gesungene CD Das Beste auf Deutsch erschien 2004. Im Laufe der Jahre sind über hundert Schallplatten entstanden. Er gilt als einer der international bekanntesten französischen Sänger.
Die Texte seiner Lieder behandeln oft die Liebe. Einige seiner bekanntesten Chansons sind La Bohème, La Mamma, Hier encore, Que c’est triste Venise, She, Mourir d’aimer, Paris au mois d’août, Je m’voyais déjà, Les Comédiens, Tu t’laisses aller (deutsch: Du läßt dich geh’n), Emmenez-moi, Comme ils disent, Pour faire une jam.

„[M]it diesem Timbre von Sand und Rost, wie es ein Zeitgenosse beschrieb, sang er Texte, wie es sie zuvor im Genre des französischen Chansons nicht gegeben hatte: über die Symptome der Liebe (‚J’en déduis que je t’aime‘) und ihre körperlichen Freuden (‚Après l’amour‘), über Frauen, die sich gehen lassen (‚Tu t’laisses aller‘), und einsame Transvestiten (‚Comme ils disent‘), über die Kriegskinder (‚Les enfants de la guerre‘) und die Lebenskünstler (‚La Bohème‘).“

Als Schauspieler wirkte Aznavour in über 70 Filmen mit, unter anderem 1979 in der Oscar-prämierten Verfilmung Die Blechtrommel von Volker Schlöndorff und 2002 in Atom Egoyans Reflexion über Künstlertum, Erinnerung und armenische Geschichte, Ararat. 2006 war er in seiner letzten Rolle zu sehen: The Colonel.
Am 20. Februar 2006 endete Aznavours internationale Abschiedstournee in Essen. Das dortige Konzert galt als sein letztes öffentliches Konzert. Aznavour hatte schon mehrfach Abschiedskonzerte gegeben, auch das in Essen blieb nicht sein letztes. Im September 2006 startete er eine Nordamerika-Tournee, im November 2007 trat er im Pariser Palais des Congrès auf. Im Frühjahr 2008 gab er in Montreal (Kanada) ein weiteres Konzert. Auf der Bühne konnte er bis zuletzt mit körperlicher Fitness und seiner Stimme vor stets ausverkauften Häusern überzeugen, wobei er ohne Teleprompter oder andere Hilfsmittel auftrat und häufig in mehreren Sprachen sang. 2009 arbeitete er mit dem Arrangeur John Clayton zusammen, der seine Chansons neu arrangierte und zusammen mit Aznavour und seiner Clayton/Hamilton-Big-Band neu aufnahm.
Am 30. September 2006 trat Aznavour vor 50.000 Zuschauern auf dem Platz der Republik in der armenischen Hauptstadt Jerewan auf und wandte sich auch auf Armenisch an sein Publikum. Anlass war der erste Staatsbesuch eines französischen Präsidenten (Jacques Chirac) in der nun unabhängigen Republik Armenien.
Aznavour zählte zu den prominentesten Armeniern der Welt und setzte sich vor allem seit dem verheerenden Erdbeben von Spitak 1988 immer wieder für das Land ein. Im Dezember 2008 wurde Aznavour, der auch Vertreter Armeniens bei der UNICEF war, die armenische Staatsbürgerschaft verliehen. Von Juni 2009 an war er in Genf armenischer Botschafter in der Schweiz. Zudem vertrat er sein Land an der Genfer Niederlassung der Vereinten Nationen. Am 7. Oktober 2011 wurde in Jerewan in seiner sowie der Gegenwart des französischen und des armenischen Präsidenten ein nach ihm benanntes Kulturzentrum eröffnet.

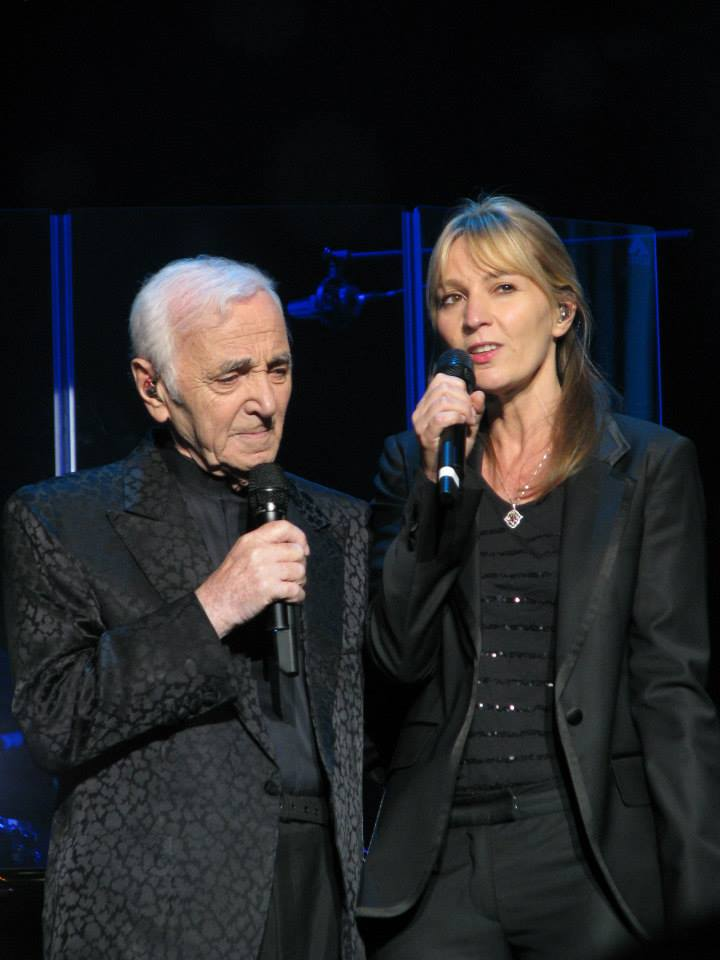
Charles Aznavour mit seiner Tochter Katia im Juni 2014 in Warschau auf der Bühne

Im Jahr 2013 gab er im Rahmen einer erneuten Welttournee Konzerte in Amsterdam, Tel Aviv und London sowie 2014 in Jerewan, Frankfurt/Main, Tel Aviv, Los Angeles, Rom, Barcelona, Warschau, Moskau, Montreal und New York. Am 22. Mai 2014, seinem 90. Geburtstag, trat er nach mehr als einem Jahrzehnt erstmals wieder in Deutschland (O2 World Berlin) auf. 2014 und 2015 setzte er seine Welttournee u. a. mit Konzerten in Frankfurt/Main, Antwerpen, Genf, St. Petersburg, Moskau, Jerewan, Madrid, Amsterdam, Brüssel und London fort.
Anfang Mai 2015 erschien sein inzwischen 46. Album, Encores, das zwölf neue Chansons enthielt. Als 91-Jähriger stand er im September 2015 nach vier Jahren auch wieder in Paris auf der Konzertbühne: in sechs ausverkauften Konzerten im Pariser Palais des Sports. Hierzu erschien Ende 2015 eine Konzert-DVD mit dem kompletten Konzert und vielen Eindrücken „hinter den Kulissen“.
Für 2016 standen erneut Auftritte in den USA (New York, Boston, Miami, Los Angeles), Japan (Tokio und Osaka), Kanada (Montreal) sowie Dubai und Bukarest auf dem Programm. Es folgten Marbella, Monaco, Verona, Lissabon, Barcelona, Prag, Amsterdam und Antwerpen. Im April 2016 nahm Charles Aznavour gemeinsam mit George Clooney in Jerewan an der Gedenkfeier zum 101. Jahrestag des Beginns des Völkermords an den Armeniern teil. Im Dezember 2016 folgten noch einmal drei Konzerte im Palais des Sports in Paris.
2017 und 2018 wurde die internationale Tournee mit (ausverkauften) Konzerten in Paris, Madrid, Buenos Aires, Santiago de Chile, Amsterdam, Prag, St. Petersburg, São Paulo, Rio de Janeiro, Moskau, Rom, Mailand, Monaco, London, Tokyo, Osaka, Wien, Perth, Sydney und Melbourne sowie einer Tournee durch sieben französische Städte fortgesetzt. Im August 2017 wurde Aznavour mit einem Stern auf dem Hollywood Walk of Fame verewigt. Sein letztes Konzert fand am 19. September 2018 in Osaka statt, kaum zwei Wochen vor seinem Tod.

### Privatleben
Aznavour war dreimal verheiratet. 1946 ehelichte er Micheline Rugel, ein Jahr später wurde ihre gemeinsame Tochter Seda geboren, die ihm als Sängerin ins Showgeschäft folgte. 1952 kam Aznavours Sohn Charles zur Welt. Nach einer Affäre mit der Cabarettänzerin Arlette Bordais wurde 1951 ein weiterer Sohn Aznavours, Patrick Bordais, geboren, den er neun Jahre später als solchen anerkannte und der 1976 unter tragischen Umständen starb.
Im Jahr 1955 heiratete Aznavour Evelyne Plessis. Die Ehe hielt bis 1960 und blieb kinderlos.
1966 lernte Aznavour die Schwedin Ulla Ingegerd Thorsell kennen. Am 11. Januar 1967 heirateten sie in Las Vegas, USA. Am 12. Januar 1968 wurden sie vom armenischen Erzbischof in der armenischen Kathedrale St. Johannes der Täufer in Paris kirchlich getraut. Der Verbindung entstammen drei Kinder: Katia (* 1969), Misha Lev (* 1971) und Nicolas (* 1977).
Charles Aznavour starb am 1. Oktober 2018 im Alter von 94 Jahren infolge eines Herzstillstandes. Er wurde in der Familiengruft auf dem Cimetière communal von Montfort-l’Amaury beigesetzt.

## Diskografie
Charles Aznavour hat über 1000 Lieder (Chansons) aufgenommen, darunter 800 selbst geschriebene.

Alben

| Jahr | Titel                                                                    | Höchstplatzierung, Gesamtwochen, AuszeichnungChartplatzierungen (Jahr, Titel, Platzierungen, Wochen, Auszeichnungen, Anmerkungen) | Höchstplatzierung, Gesamtwochen, AuszeichnungChartplatzierungen (Jahr, Titel, Platzierungen, Wochen, Auszeichnungen, Anmerkungen) | Höchstplatzierung, Gesamtwochen, AuszeichnungChartplatzierungen (Jahr, Titel, Platzierungen, Wochen, Auszeichnungen, Anmerkungen) | Höchstplatzierung, Gesamtwochen, AuszeichnungChartplatzierungen (Jahr, Titel, Platzierungen, Wochen, Auszeichnungen, Anmerkungen) | Höchstplatzierung, Gesamtwochen, AuszeichnungChartplatzierungen (Jahr, Titel, Platzierungen, Wochen, Auszeichnungen, Anmerkungen) | Anmerkungen                             |
| Jahr | Titel                                                                    | DE | AT | CH | UK | FR | Anmerkungen                             |
| ---- | ------------------------------------------------------------------------ | --- | --- | --- | --- | --- | --------------------------------------- |
| 1965 | Charles Aznavour                                                         | DE12 (24 Wo.)DE | — | — | — | — |                                         |
| 1967 | König des Chansons                                                       | DE39 (4 Wo.)DE | — | — | — | — |                                         |
| 1974 | Aznavour Sings Aznavour Vol.3                                            | — | — | — | UK23 Silber · (7 Wo.)UK | — |                                         |
| 1974 | A Tapestry of Dreams                                                     | — | — | — | UK9 Gold · (13 Wo.)UK | — |                                         |
| 1980 | His Greatest Love Songs                                                  | — | — | — | UK73 (1 Wo.)UK | — |                                         |
| 1995 | Christmas in Vienna III                                                  | DE50 (2 Wo.)DE | — | — | — | — | mit Domingo und Kyrkjebo                |
| 1996 | She – The Best Of                                                        | — | — | — | UK92 Silber · (1 Wo.)UK | — |                                         |
| 1996 | 20 chansons d’or                                                         | — | — | — | — | FR161 ×2Doppelplatin · (1 Wo.)FR                                                                                                  |                                         |
| 1996 | 40 chansons d’or                                                         | — | — | — | — | FR69 Platin · (10 Wo.)FR |                                         |
| 1996 | Palais des Congrès 1994                                                  | — | — | — | — | FR25 ×2Doppelgold · (4 Wo.)FR |                                         |
| 1997 | Plus bleu...                                                             | — | — | — | — | FR12 ×2Doppelgold · (28 Wo.)FR |                                         |
| 1998 | Jazznavour                                                               | — | — | — | — | FR26 Gold · (9 Wo.)FR |                                         |
| 1999 | Live: Palais des Congrès 97/98                                           | — | — | — | — | FR43 (9 Wo.)FR |                                         |
| 2000 | Aznavour 2000                                                            | — | — | CH98 (2 Wo.)CH | — | FR9 ×2Doppelgold · (25 Wo.)FR |                                         |
| 2001 | Palais des Congrès 2000                                                  | — | — | — | — | FR9 (24 Wo.)FR |                                         |
| 2003 | Je voyage                                                                | — | — | CH80 (4 Wo.)CH | — | FR6 ×2Doppelgold · (55 Wo.)FR |                                         |
| 2004 | Bon anniversaire Charles!                                                | — | — | — | — | FR57 (13 Wo.)FR |                                         |
| 2004 | Platinum Collection                                                      | — | — | — | — | FR144 Gold · (9 Wo.)FR |                                         |
| 2005 | Concert intégral enregistré au Palais des Congrès de Paris le 8 Mai 2004 | — | — | — | — | FR64 (23 Wo.)FR |                                         |
| 2005 | Insolitement vôtre                                                       | — | — | — | — | FR16 (15 Wo.)FR |                                         |
| 2007 | Colore ma vie                                                            | — | — | CH50 (4 Wo.)CH | — | FR9 Gold · (38 Wo.)FR |                                         |
| 2008 | Duos                                                                     | DE73 (3 Wo.)DE | AT42 (3 Wo.)AT | CH53 (7 Wo.)CH | — | FR3 ×2Doppelplatin · (68 Wo.)FR                                                                                                   |                                         |
| 2008 | À l’opéra Garnier                                                        | — | — | — | — | FR95 (13 Wo.)FR | Charles Aznavour et ses amis            |
| 2009 | Charles Aznavour & The Clayton Hamilton Jazz Orchestra                   | — | — | CH89 (1 Wo.)CH | — | FR16 Gold · (17 Wo.)FR | mit The Clayton Hamilton Jazz Orchestra |
| 2011 | Toujours                                                                 | — | — | CH51 (3 Wo.)CH | — | FR4 Gold · (18 Wo.)FR |                                         |
| 2013 | Les 50 plus belles chansons                                              | — | — | CH34 (6 Wo.)CH | — | — |                                         |
| 2013 | Best Of – 20 chansons                                                    | — | — | CH70 (1 Wo.)CH | — | FR186 (1 Wo.)FR |                                         |
| 2013 | Best Of – 40 chansons                                                    | — | — | CH33 (4 Wo.)CH | — | FR193 Gold · (1 Wo.)FR |                                         |
| 2014 | Formidable – Das Beste                                                   | DE50 (2 Wo.)DE | AT43 (2 Wo.)AT | — | — | — |                                         |
| 2014 | 90e anniversaire                                                         | — | — | — | — | FR9 (20 Wo.)FR |                                         |
| 2015 | Encores                                                                  | — | — | CH37 (3 Wo.)CH | — | FR8 (15 Wo.)FR |                                         |
| 2015 | Live – Palais des Sports 2015                                            | — | — | — | — | FR181 (2 Wo.)FR |                                         |
| 2018 | Mes jeunes années                                                        | — | — | — | — | FR113 (1 Wo.)FR |                                         |
| 2019 | L’album de sa vie – 100 titres                                           | — | — | — | — | FR46 Gold · (59 Wo.)FR |                                         |
| 2019 | L’album de sa vie – 50 titres                                            | — | — | — | — | FR135 (3 Wo.)FR |                                         |
| 2024 | 100 ans, 100 chansons                                                    | — | — | — | — | FR27 (19 Wo.)FR |                                         |

grau schraffiert: keine Chartdaten aus diesem Jahr verfügbar

## Filmografie (Auswahl)

### Filmmusik
- 1957: Morphium, Mord und kesse Motten (Ces dames préfèrent le mambo)
- 1974: Ein Leben lang (Toute une vie)

### Darsteller
- 1938: Das Geheimnis von St. Agil (Les Disparues de Saint-Agil)
- 1959: Mit dem Kopf gegen die Wände (La tête contre les murs)
- 1960: Schießen Sie auf den Pianisten (Tirez sur le pianiste)
- 1960: Jenseits des Rheins (Le Passage du Rhin)
- 1960: Taxi nach Tobruk (Un taxi pour Tobrouk)
- 1961: Zarte Haut in schwarzer Seide (De quoi tu te mêles Daniela!) (nur Musik)
- 1962: Horace 62
- 1962: Der Teufel und die Zehn Gebote (Le Diable et les Dix Commandements)
- 1965: Ganoven rechnen ab (La métamorphose des cloportes)
- 1965: Paris im Monat August (Paris au mois d’Août)
- 1965: 100 Millionen im Eimer (Cent briques et des tuiles) (nur Musik)
- 1968: Candy
- 1968: Caroline Chérie (Schön wie die Sünde) (Caroline Chérie)
- 1971: Der letzte Tanz des blonden Teufels (Un beau monstre)
- 1972: Der selbstsüchtige Riese (Stimme für Erzähler)
- 1974: Ein Unbekannter rechnet ab (And Then There Were None)
- 1976: Auf der Fährte des Adlers (Sky Riders)
- 1976: Die verrückten Reichen (Folies bourgeoises)
- 1977: Die Muppet Show (TV Show; 1 Folge)
- 1979: Die Blechtrommel
- 1980: Teheran 43 (Тегеран-43)
- 1981: Der Zauberberg
- 1982: Die Fantome des Hutmachers (Les fantômes du chapelier)
- 1983: Das Geld bleibt unter uns (Une jeunesse)
- 1984: Viva la vie - Es lebe das Leben (Viva la vie)
- 1985: Ausgestoßen (Le Paria) (TV-Miniserie)
- 1990: Das Geheimnis des Dirigenten (Il maestro)
- 2002: Ararat
- 2002: The Truth About Charlie
- 2006: Der Oberst und ich (Mon colonel)

## Schriften
- Mit leiser Stimme: Mein Leben – ein Chanson (Originaltitel: A voix basse). Übersetzt von Sabine Schwenk. Graf, München 2010, ISBN 978-3-86220-008-5. Autobiografie.
- Le temps des avants. Der einzige Zufall in meinem Leben bin ich (Originaltitel: Le temps des avants). Übersetzt von Alexander Drechsel und Henrike Rohrlack. Militzke, Leipzig 2005, ISBN 978-3-86189-731-6. Autobiografie.
- Aznavour über Aznavour – Erinnerungen. (Originaltitel: Aznavour par Aznavour.) Übersetzt von Karin von Zabiensky. DVA, Stuttgart 1971, ISBN 3-421-01576-7.

## Filme

### Dokumentarfilme
- Aznavour in Amerika, USA/Deutschland 1984, 82 Min., Buch und Regie: Christian Blackwood.[31]
- Aznavour, Dokumentarfilm, Frankreich 2013, 59 Min., Buch: Marie Drucker, Regie: Marie Drucker und Damien Vercaemer, Produktion: Ah! Production, Melodium Music, France Télévisions, arte France, deutsche Sprecherin: Eva Mattes, Erstsendung: 30. November 2014 bei arte, Inhaltsangabe von arte, Besprechung.[32]
- Le Regard de Charles (Aznavour by Charles), Frankreich 2019, 83 Min., Regie: Marc di Domenico, Charles Aznavour.[33][34]

### Spielfilm
- Monsieur Aznavour, biographisches Drama, Frankreich 2024, 133 Min., Regie: Grand Corps Malade, Mehdi Idir, mit Tahar Rahim in der Titelrolle

## Auszeichnungen und Ehrungen

### Orden
Frankreich
- 1997: Kommandeur des Ordre des Arts et des Lettres
- 2000[35]: Kommandeur des Ordre national du Mérite (1986: Offizier)
- 2003[36]: Kommandeur der Ehrenlegion; (2000[37]: Offizier, 1989: Ritter)

Armenien
- 2004: Nationalheld Armeniens[38]

Belgien
- Ritter des Orden Leopolds II.
- 2004: Offizier des Leopoldsorden[39]
- 2015: Kommandeur des Kronenorden[40]

Kanada
- 2008: Offizier des Order of Canada[41]
- 2009: Offizier des Ordre national du Québec[42]

### Medaillen
- 1968: Médaille de la Ville de Paris in der Stufe Vermeil[43]
- 2012: Queen Elizabeth II Diamond Jubilee Medal[44]
- 2017: Raoul Wallenberg Award[45]

### Ehrenbürgerschaften
- 1996: Ehrenbürgerschaft von Jerewan[46]
- 2001: Ehrenbürgerschaft von Gjumri[47]
- 2002: Ehrenbürgerschaft von Montreal[48]
- 2005: Ehrenbürgerschaft von Cannes[49]
- 2013: Ehrenbürgerschaft von Marseille[50]

### Preise
- 1995: Grande médaille de la chanson française der Académie française[51]
- 1997: César d’honneur